# Direitos LGBT na Coreia do Sul
Pessoas lésbicas, gays, bissexuais e transgêneros (LGBT) na Coreia do Sul enfrentam desafios legais e discriminação que não são vivenciados por indivíduos não-LGBT. Embora o relacionamento entre pessoas do mesmo sexo seja legal na Coreia do Sul, o casamento ou outras formas de união estável ainda não foi legalizado.
A homossexualidade na Coreia do Sul não é especificamente mencionada na Constituição sul-coreana ou no Código Penal Civil. O Artigo 31 da Lei da Comissão Nacional de Direitos Humanos declara que "nenhum indivíduo deve ser discriminado com base em sua orientação sexual". O artigo 92 do Código Penal Militar, classificava as relações sexuais entre pessoas do mesmo sexo como “assédio sexual”, com pena máxima de um ano de prisão, mas em 2010, um tribunal militar decidiu que esta lei é inconstitucional e declarou que a homossexualidade é uma questão estritamente pessoal. No entanto, esta decisão foi apelada ao Tribunal Constitucional da Coreia do Sul, que em 2011 confirmou a constitucionalidade da lei.
Pessoas trans podem se submeter a cirurgia de redesignação de sexo na Coreia do Sul após os 20 anos de idade e podem alterar suas informações de gênero em documentos oficiais. Harisu foi a primeira artista transgênero da Coreia do Sul e, em 2002, se tornou a segunda pessoa na Coreia do Sul a mudar legalmente de gênero.
A consciência geral da homossexualidade permaneceu baixa entre o público coreano até recentemente, com o aumento da conscientização e do debate sobre o assunto, bem como entretenimento com tema gay na mídia de massa e celebridades proeminentes, como Hong Seok-cheon, aparecendo em público. No entanto, gays e lésbicas coreanos ainda enfrentam dificuldades em casa e no trabalho, e muitos preferem não revelar sua orientação sexual à família, amigos ou colegas de trabalho. No entanto, a conscientização sobre os problemas enfrentados pelos sul-coreanos LGBT tem aumentado gradualmente, e as pesquisas mostram que a maioria dos sul-coreanos apoiam leis que protegem as pessoas LGBT de discriminação, incluindo no emprego, moradia e acomodações públicas.
Em agosto de 2017, a Suprema Corte ordenou que o governo permitisse que "Beyond the Rainbow" (coreano: 비온 뒤 무지개 재단), uma fundação de direitos LGBT, se registrasse como instituição de caridade no Ministério da Justiça. Sem o registro oficial, a fundação não conseguia receber doações dedutíveis de impostos e operar em total conformidade com a lei. Além disso, o governo sul-coreano votou a favor de uma resolução das Nações Unidas de 2014 com o objetivo de superar a discriminação contra pessoas LGBT.

## História
De acordo com todas as fontes, a homossexualidade nunca foi ilegal na Coreia do Sul. Embora haja pouquíssima menção à homossexualidade na literatura coreana ou relatos históricos tradicionais, vários membros da nobreza e monges budistas eram conhecidos por terem professado sua atração por membros do mesmo sexo ou então estarem ativamente envolvidos com eles.
Sabe-se que durante a Dinastia Silla, vários homens e mulheres nobres se envolveram em atividades homossexuais e expressaram seu amor por uma pessoa do mesmo sexo. Entre eles está o Rei Hyegong. Além disso, o hwarang (Hangul: 화랑; Hanja: 花 郞), também conhecidos como Cavaleiros Floridos ou Garotos Floridos, era um grupo de guerreiros Silla de elite do sexo masculino, famoso por seu homoerotismo e feminilidade. O Samguk yusa, uma coleção de lendas, contos populares e relatos históricos coreanos, contém versos que revelam a natureza homossexual do hwarang.
Durante a Dinastia Goryeo, foi registrado que o Rei Mokjong (980-1009) e o Rei Gongmin (1325-1374) mantinham vários wonchung ("amantes do sexo masculino") em suas cortes como "irmãos atendentes" (chajewhi) que serviam como parceiros sexuais. Após a morte de sua esposa, o Rei Gongmin chegou ao ponto de criar um ministério cujo único propósito era procurar e recrutar jovens de todo o país para servir em sua corte. Outros, incluindo o Rei Chungseon, tinham relacionamentos sérios com homens. Aqueles que mantinham relacionamentos entre pessoas do mesmo sexo eram chamados de yongyang jichong, cuja tradução foi objeto de discussão, mas geralmente é vista como significando o "dragão e o sol".
Sabe-se que na Era Joseon, vários homens e mulheres nobres eram conhecidos por terem tido relações sexuais com pessoas do mesmo sexo, incluindo o nobre consorte Sun-bin Bong, que era o segundo consorte de Munjong de Joseon, e a nora do rei Sejong que foi banida depois que foi descoberto que ela estava dormindo com uma de suas empregadas. Durante este período, existiam grupos de teatro itinerantes conhecidos como namsadang, que incluíam homens menores de idade chamados midong ("meninos bonitos"). Os grupos forneciam "vários tipos de entretenimento, incluindo música, dança com máscaras, circo e teatro de bonecos", às vezes com representações gráficas de relações sexuais entre pessoas do mesmo sexo. Os namsandang foram separados em dois grupos; os membros "butch" (숫동모, Sutdongmo) e "queens" (여동모, Yeodongmo, ou 암동모, Amdongmo).
A disseminação do neoconfucionismo na Coreia do Sul moldou o sistema moral, o modo de vida e as relações sociais da sociedade coreana. O neoconfucionismo enfatiza a obediência estrita à ordem social e à unidade familiar, que se referia a marido e mulher. A homossexualidade e as relações entre pessoas do mesmo sexo eram vistas como perturbadoras desse sistema e, portanto, seriam "desviantes" ou "imorais". Desde 1910, o Neoconfucionismo perdeu muita influência, embora ainda hoje as ideias e práticas confucionistas definam significativamente a cultura e a sociedade sul-coreanas.
A homossexualidade foi oficialmente desclassificada como "prejudicial e obscena" em 2003.

## Reconhecimento de relacionamento entre pessoas do mesmo Gênero
Casamentos do mesmo sexo e uniões civis não são legalmente reconhecidos na Coreia do Sul. Em outubro de 2019, o governo da Coreia do Sul anunciou que reconheceria os cônjuges do mesmo sexo de diplomatas estrangeiros que viessem para a Coreia do Sul, mas ainda não reconheceria os cônjuges do mesmo gênero de diplomatas sul-coreanos que trabalham no exterior.
Em outubro de 2014, alguns membros do Partido Democrata apresentaram à Assembleia Nacional um projeto de lei para legalizar as parcerias do mesmo gênero. No entanto, o projeto nunca foi levado a votação.
Em julho de 2015, o ator Kim Jho Gwangsoo e seu parceiro, Kim Seung-Hwan, entraram com uma ação judicial buscando o status legal de seu casamento. O processo foi rejeitado pelo Tribunal Distrital Ocidental de Seul em maio de 2016 e por um tribunal de apelação em dezembro de 2016. O casal posteriormente anunciou que levaria o caso ao Supremo Tribunal.
Em janeiro de 2018, ativistas LGBT tinham esperança de que um projeto de constituição, que deveria estar pronto até junho de 2018, incluísse a legalização do casamento entre pessoas do mesmo gênero. Emendas à Constituição sul-coreana exigem maioria de dois terços no Parlamento. No entanto, as negociações sobre a nova Constituição falharam.

## Condições de Vida
A palavra coreana para "homossexual" é dongseongaeja (coreano: 동성애자; Hanja: 同 性愛 者, "amante do mesmo sexo"). Um termo menos politicamente correto é dongseongyeonaeja (Hangul: 동성연애자; Hanja: 同性戀 愛 者). Os homossexuais sul-coreanos, no entanto, fazem uso frequente do termo ibanin (Hangul: 이반인; Hanja: 異 般 人 também 二 般), que pode ser traduzido como "pessoa de tipo diferente" e geralmente é abreviado para iban (Hangul: 이반 ; Hanja: 異 般). A palavra é um jogo direto com a palavra ilban-in (Hangul: 일반인; Hanja: 一般 人) que significa "pessoa normal" ou "pessoa comum". Além disso, empréstimos em inglês são usados na Coreia do Sul para descrever pessoas LGBTQ. Estas palavras são transliterações simples de palavras em inglês para hangul: lésbica é lejeubieon ou yeoseongae (Hangul: 레즈비언 ou 여성애; Hanja: 女性 愛), gay é gei ou namseongae (Hangul: 게이 ou 남성애; Hanja: 男性 愛), queer é kuieo (Hangul: 퀴어), transgênero é teuraenseujendeo (Hangul: 트랜스젠더) e bissexual é yangseongaeja (Hangul: 양성애자; Hanja: 兩性 愛 者).
A homossexualidade continua sendo um tabu na sociedade sul-coreana. Essa falta de visibilidade também se reflete no perfil discreto mantido pelos poucos clubes gays na Coreia do Sul. Existem alguns nas áreas metropolitanas, principalmente no setor externo de Itaewon (especialmente no trecho conhecido como "Homo-hill"). No entanto, Jong-no é conhecido por atender a clientela não ocidental e tem várias lojas, cafés e ONGs voltadas para gays. Um estudo recente de 2017 insinuou o crescimento de uma comunidade de "estilo de vida gay" em Jong-no, uma área popular em Seul, onde os indivíduos LGBT se sentem seguros em locais semi-heteronormativos. Embora o estudo tenha olhado apenas para um café conhecido, o famoso Gay Bean, há muitos outros lugares na área de Jong-no que são considerados heterossexuais, mas estão cada vez mais receptivos a indivíduos homossexuais.
Nos últimos anos, a combinação de tabu, capitalismo de consumo e gentrificação liderada por gays (o chamado "efeito gaytrificação") da área de Itaewon incentivou a nova comercialização gay fora de Itaewon, enquanto isolava os lugares restantes.
A oposição aos direitos LGBT vem principalmente de setores cristãos do país (especialmente protestantes). Nos últimos anos, em parte devido ao crescente apoio à homossexualidade e às relações entre pessoas do mesmo sexo da sociedade sul-coreana em geral, grupos conservadores organizaram eventos públicos e marchas contra os direitos LGBT, bem como contraprotestos às paradas de orgulho, geralmente com cartazes pedindo que pessoas LGBT "se arrependam de seus pecados". Essas marchas foram assistidas por milhares de pessoas e por vários políticos.
Em 17 de maio de 2018, no Dia Internacional contra a Homofobia, Transfobia e Bifobia, oito alunos usaram roupas arco-íris para ir a uma capela na Universidade Presbiteriana e Seminário Teológico (Presbyterian University and Theological Seminary, ou PUTS). Em julho de 2018, a universidade aplicou punições a quatro alunos, incluindo suspensão das aulas. Em julho de 2019, eles ganharam um processo judicial quando o Tribunal do Distrito Leste de Seul decidiu que a universidade deve anular as punições e pagar as taxas legais dos alunos.

## Meios de comunicação
A primeira revista com tema gay da Coreia do Sul, Buddy, foi lançada em 1998, e vários comerciais populares com tema gay também foram ao ar. Em 1998, as autoridades de revisão de filmes suspenderam a proibição de retratar conduta homossexual em filmes.
O filme sul-coreano lançado em 2005 “The King and the Clown” (O Rei e o Palhaço, em português), um filme com tema gay baseado em um caso entre um rei e seu bobo da corte, pavimentou o caminho para a televisão. O filme se tornou a maior bilheteria da história do cinema coreano, ultrapassando “Silmido e Taegukgi”. O título coreano para “O Rei e o Palhaço” é "왕의 남자", que se traduz como "o homem do rei", com a implicação de que se refere ao homem como o amante do rei. Outros filmes recentes incluem o filme de 2008 “A Frozen Flower” (coreano: 쌍화점) e “No Regret” (coreano: 후회 하지 않아) do celebrado diretor Leesong Hee-il, que estreou no Festival Internacional de Cinema de Busan em 2006.
Os principais programas de televisão coreanos começaram a apresentar personagens e temas gays. Em 2010, a novela “Life Is Beautiful” (coreano: 인생은 아름다워) estreou na TV aberta da SBS, tornando-se o primeiro drama do horário nobre a explorar o relacionamento de um casal gay enquanto suas famílias, sem saber, marcavam encontros com mulheres para eles. Naquele mesmo ano, “Personal Taste” (coreano: 개인의 취향, também "Personal Preference") foi transmitido na MBC e girava em torno de um homem heterossexual que finge ser gay para se tornar companheiro de quarto de uma mulher. Antes disso, “Coming Out”, que estreou no canal a cabo tvN na madrugada de 2008, em que um ator gay e uma atriz heterossexual aconselharam pessoas gays a reconhecer publicamente sua orientação sexual.
Figuras do entretenimento abertamente LGBT incluem a modelo e atriz Harisu, uma mulher trans que faz aparições frequentes na televisão e o ator Hong Seok-cheon, que depois de se assumir em 2000 e ser demitido de seu emprego, voltou à sua carreira de ator. Ele apareceu em vários programas de debate em apoio aos direitos dos homossexuais.
O popular ator Kim Ji-hoo, que era abertamente gay, cometeu suicídio em 8 de outubro de 2008. A polícia atribuiu seu suicídio ao preconceito público contra a homossexualidade.
"The Daughters of Bilitis", um drama especial da KBS sobre a vida de mulheres lésbicas, foi ao ar em 7 de agosto de 2011. Imediatamente depois de ir ao ar, painéis de mensagens na internet iluminaram-se com manifestantes indignados que ameaçaram boicotar a rede. A equipe de produção acabou fechando o serviço online de reprise quatro dias após a transmissão.
"XY She", um talk show da KBS Joy sobre indivíduos transgêneros de homem para mulher (MTF), foi cancelado após seu primeiro episódio devido à oposição pública. A rede citou a preocupação com os ataques a MCs e outros membros do elenco como o motivo oficial do cancelamento.
Em 2013, o diretor de cinema Kim Jho Kwang-soo e seu parceiro Kim Seung-hwan se tornaram o primeiro casal gay sul-coreano a se casar publicamente, embora não tenha sido um casamento legalmente reconhecido.
Em 2016, uma empresa de radiodifusão cristã foi sancionada pela Comissão de Padrões de Comunicações da Coreia por transmitir uma entrevista anti-LGBT em um programa de rádio, na qual o entrevistado alegou que, se uma "lei anti-discriminação para pessoas LGBT" for aprovada, "pedofilia , a bestialidade, etc. será legalizada" e que a Coreia do Sul" será atacada com doenças indizíveis como a AIDS".
Em março de 2016, o grupo feminino de K-pop Mercury estreou com a integrante Choi Han-bit, uma modelo transgênero, atriz e agora cantora. Em janeiro de 2018, o cantor Holland se tornou o primeiro ídolo K-pop abertamente gay na Coreia do Sul a estrear, lançando sua canção "Neverland".
Em 2017, foi lançado o filme “MethodMethod”. O filme fala sobre uma relação gay entre um ator e um ídolo K-pop. Em 2020, a série de televisão Itaewon Class começou a ser exibida, apresentando com destaque uma personagem coadjuvante transgênero interpretada pela atriz Lee Joo-young, bem como participações especiais de Hong Seok-cheon.

## Parada de Orgulho LGBT

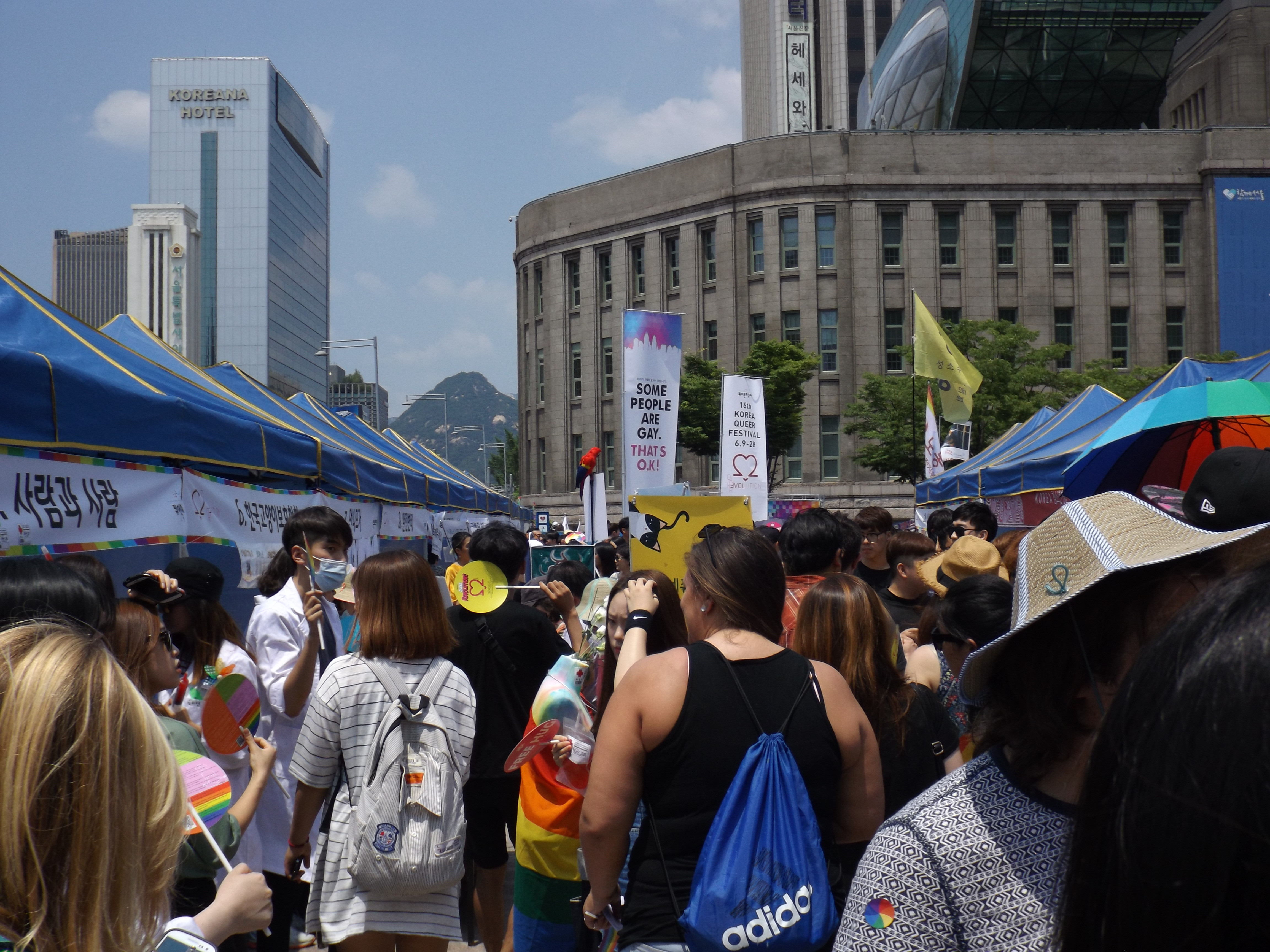
Festival de Cultura Queer de Seul, 2015

O “Seoul Queer Culture Festival” (Festival de Cultura Queer de Seul, em português), também conhecido como "Korea Queer Culture Festival" ou simplesmente "Seoul Pride", é o maior evento LGBT do país. Foi realizado pela primeira vez em 2000, onde apenas 50 pessoas compareceram, e a participação tem aumentado a cada ano desde então. Em 2015, após protestos de grupos cristãos conservadores, a Agência de Polícia Metropolitana de Seul proibiu o evento citando preocupações com a segurança pública e interrupções no tráfego como as razões. A decisão foi anulada pelo Tribunal Administrativo de Seul, permitindo que o desfile acontecesse, que contou com a participação de cerca de 20.000 pessoas. Em 2016, foram 50 mil participantes. Em julho de 2017, cerca de 85.000 pessoas (de acordo com os organizadores) marcharam nas ruas de Seul em apoio aos direitos LGBT. Antes do evento de 2018, cerca de 220.000 pessoas assinaram uma petição online exigindo que as autoridades agissem para evitar que o festival acontecesse. No entanto, o desfile do Orgulho de Seul de 2018 ocorreu e foi assistido por cerca de 120.000 pessoas. Em julho de 2019, grupos cristãos conservadores tentaram novamente cancelar o festival, argumentando que "seria prejudicial para as crianças e infringiria seus direitos". Um tribunal rejeitou seu pedido como absurdo. Dias depois, a 20ª edição do festival foi realizada com aproximadamente 150.000 participantes.

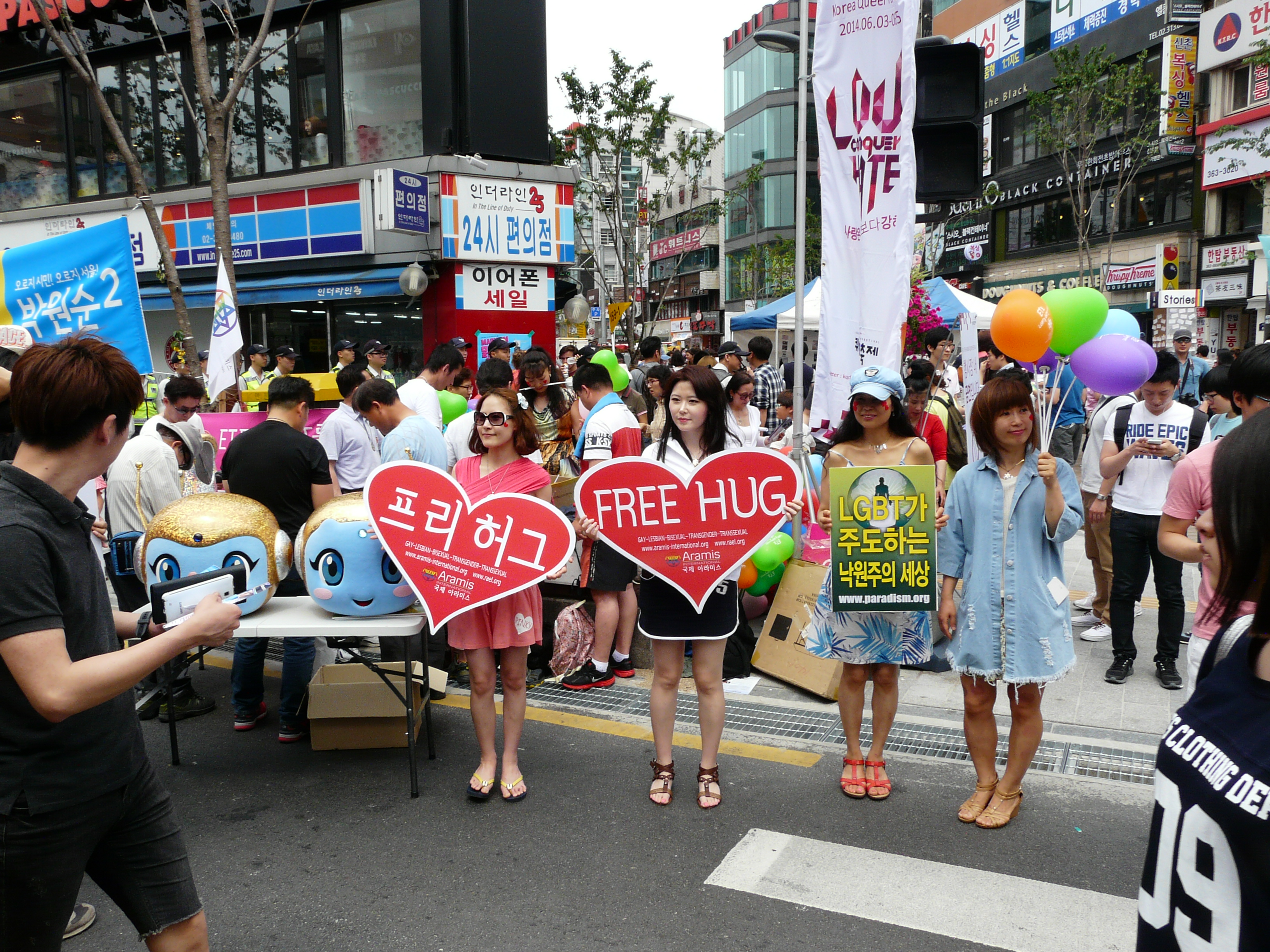
Festival de Cultura Queer de Seul, 2014

Daegu realiza marchas anuais do orgulho desde 2009, e Busan realizou seu primeiro evento do orgulho gay em 23 de setembro de 2017. Em 2018, durante o segundo orgulho gay em Busan, cerca de 2.000 policiais foram mobilizados para manter o evento livre de violência e para proteger os 15.000 participantes do evento de violentos manifestantes anti-gays. Gwangju e Jeju também realizaram seus primeiros eventos LGBT em 2017. O evento de Gwangju foi um contra-protesto a uma manifestação anti-LGBT. A cidade organizou seu primeiro evento oficial de orgulho no ano seguinte. Outras cidades, incluindo Incheon e Jeonju, realizaram seus primeiros eventos de orgulho em 2018. Funcionários de Incheon inicialmente negaram permissão para realizar o evento LGBT, alegando falta de estacionamento. Os organizadores entraram com um recurso e prometeram marchar de forma independente. O evento aconteceu e terminou em violência depois que cerca de 1.000 manifestantes cristãos começaram a atacar violentamente os participantes. Em abril de 2019, os organizadores do evento do orgulho gay em Incheon entraram com acusações contra vários pastores cristãos que interromperam violentamente o evento. Eles também prestaram queixas ao órgão nacional de direitos humanos da Coreia do Sul, acusando a polícia de inação.
Em maio de 2018, a primeira parada de Drag Queens e Kings na Coreia do Sul ocorreu com dezenas de pessoas participando da marcha de protesto sem incidentes na capital Seul.

## Políticas
Nas eleições legislativas de 2008, Choi Hyun-sook se tornou a primeira candidata abertamente LGBT ao parlamento no país. Como candidata abertamente lésbica, ela concorreu pelo Novo Partido Progressista. Seu partido não ganhou nenhum assento durante a eleição. Até o momento, ela continua sendo a única candidata abertamente LGBT a concorrer a um cargo na Coreia do Sul.
O United Future Party se opõe aos direitos LGBT, ao Seoul Queer Culture Festival, às proteções antidiscriminação para pessoas LGBT e ao casamento entre pessoas do mesmo sexo. Alguns de seus membros fizeram muitas declarações públicas homofóbicas.
O apoio político aos direitos LGBT é limitado na Coreia do Sul devido ao significativo poder lobista exercido por grupos cristãos conservadores. O apoio aos direitos LGBT é limitado até mesmo pelo progressista Partido Democrático da Coreia e seu líder, o ex-advogado de direitos humanos e presidente sul-coreano Moon Jae-in. Durante a eleição presidencial de 2017, na qual ele saiu vitorioso, Moon afirmou que se opõe à homossexualidade, e que os soldados gays poderiam debilitar o exército coreano. Moon enfrentou críticas de defensores dos direitos gays por sua posição inconsistente sobre os direitos das minorias, dado que ele estava preparado para voltar atrás no apoio anterior às uniões civis e sacrificar os direitos LGBT para ganhar votos de eleitores cristãos conservadores. Moon disse mais tarde que ele se opões ao casamento do mesmo sexo enquanto também se opõe à discriminação contra pessoas homossexuais. Apenas um dos 14 candidatos presidenciais em 2017, Sim Sang-jung, do Partido da Justiça, expressou apoio claro aos direitos LGBT e à introdução de proteções contra a discriminação de pessoas LGBT.
Durante o Seoul Queer Culture Festival de 2019, o Partido da Justiça e o Partido Verde participaram do evento. Alguns membros do governante Partido Democrático da Coreia (DPK) também participaram, incluindo Keum Tae-sup. Esta é considerada a primeira participação do DPK no evento.
Em outubro de 2019, falando a líderes religiosos budistas e cristãos, o presidente Moon Jae-in disse: "Um consenso nacional deve ser a prioridade para o casamento do mesmo sexo. No entanto, em relação aos direitos humanos das minorias sexuais, elas não devem ser perseguidas socialmente ou serem discriminadas.”